# Формула Дарсі — Вейсбаха
Формула Дарсі — Вейсбаха в гідроаеродинаміці — емпірична формула, що визначає втрати напору або втрати тиску при турбулентному режимі протікання нестискуваної рідини на гідравлічних опорах.

## Формула Вейсбаха
Уперше формула була запропонована Юліусом Вайсбахом у 1845 році і була записана у вигляді:
{\displaystyle \Delta h=\xi \cdot {\frac {V^{2}}{2g}},}
де {\displaystyle \Delta h} — втрати напору на гідравлічному опорі;
{\displaystyle \xi } — коефіцієнт втрат на тертя;
{\displaystyle V} — середня швидкість руху рідини;
{\displaystyle g} — прискорення вільного падіння.
Величина {\displaystyle {\frac {V^{2}}{2g}}} називається швидкісним (або динамічним) напором.
Формула Вейсбаха, що описує втрати тиску на гідравлічних опорах, має вигляд:
{\displaystyle \Delta p=\xi \cdot {\frac {V^{2}}{2}}\cdot \rho ,}
де {\displaystyle \Delta p} — втрати тиску на гідравлічному опорі;
{\displaystyle \rho } — густина рідини.

## Формула Дарсі— Вейсбаха
Якщо гідравлічний опір розглядається у вигляді ділянки труби довжиною {\displaystyle L} і діаметром {\displaystyle D}, то коефіцієнт Дарсі визначається наступним чином:
{\displaystyle \xi =\lambda \cdot {\frac {L}{D}},}
де {\displaystyle \lambda } — коефіцієнт гідравлічного тертя по довжині (коефіцієнт Дарсі).
Тоді формула Вейсбаха набуває вигляду, у якому вона записується і дотепер:
{\displaystyle \Delta h=\lambda \cdot {\frac {L}{D}}\cdot {\frac {V^{2}}{2g}}}
або для втрати тиску:
{\displaystyle \Delta p=\lambda \cdot {\frac {L}{D}}\cdot {\frac {V^{2}}{2}}\cdot \rho }
Останні дві залежності отримали назву формули Дарсі — Вейсбаха. Запропонована Юліусом Вейсбахом у 1845 році і Анрі Дарсі у 1857-му.
Якщо визначаються втрати на тертя для труби не круглого поперечного перерізу, то за {\displaystyle D} береться гідравлічний діаметр.
Слід відзначити, що втрати напору на гідравлічних опорах не завжди пропорційні швидкісному напору.

## Визначення коефіцієнта гідравлічного тертя по довжині
Коефіцієнт {\displaystyle \lambda } визначається по різному для різних випадків.
Для ламінарної течії в гладких трубах з жорсткими стінками, коефіцієнт втрат на тертя по довжині визначається співвідношенням, за допомогою якого формула Дарсі — Вейсбаха приводиться до закону Пуазейля:
{\displaystyle \lambda ={\frac {64}{Re}},}
де {\displaystyle Re} — число Рейнольдса.
Іноді для гнучких труб у розрахунках приймають
{\displaystyle \lambda ={\frac {68}{Re}}.}
Для турбулентної течії існують складніші залежності. Одна з найпоширеніших формул — це формула Блазіуса:
{\displaystyle \lambda ={\frac {0{,}316}{\sqrt[{4}]{Re}}}.}
Ця формула дає добрі результати при числах Рейнольдса, що змінюються в межах від критичного числа Рейнольдса {\displaystyle Re_{\text{кр}}} до значень {\displaystyle Re=10^{5}}. Формула Блазіуса застосовується для гідравлічно гладких труб.
Для гідравлічно шорстких труб коефіцієнт втрат на тертя по довжині визначається за графіками або за емпіричними залежностями.